# Beta-laktamáza

Základní struktura penicilinů (nahoře) a cefalosporinů (dole). β-laktamový kruh je červeně.

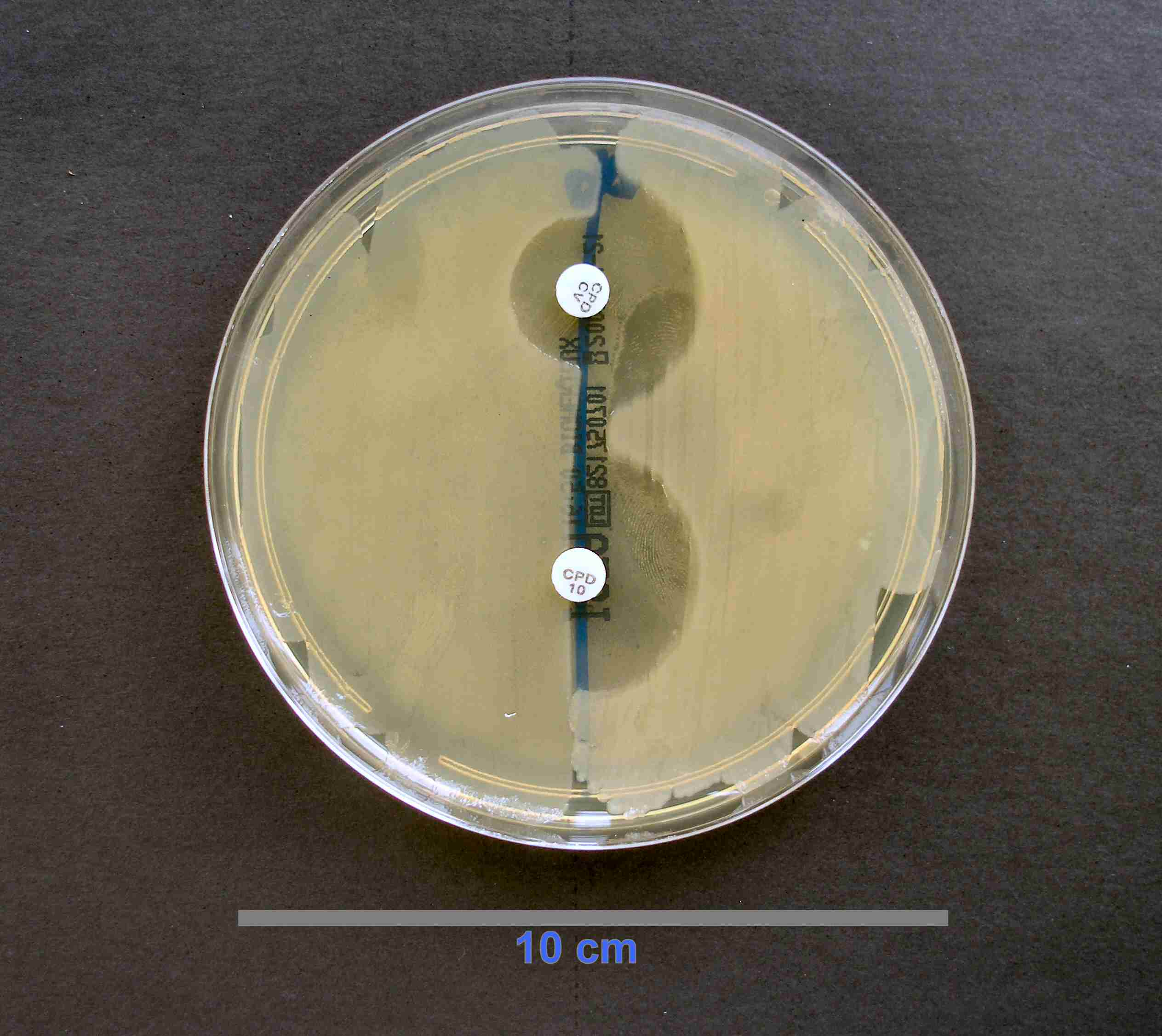
Bakterie Escherichia coli vpravo jsou citlivé na dvě beta-laktamová antibiotika, proto nerostou v polokruhových oblastech okolo antibiotik. Bakterie stejného druhu na levé straně jsou rezistentní na beta-laktamová antibiotika a rostou až k jednomu antibiotiku (dole), druhým (nahoře) jsou sice inhibovány, ale méně než ty na pravé straně.

Beta-laktamázy jsou enzymy (číslo EC 3.5.2.6) produkované některými bakteriemi a zodpovědné za jejich rezistenci na beta-laktamová antibiotika, například peniciliny, cefamyciny a karbapenemy (ertapenem). Cefalosporiny jsou na beta-laktamázu relativně rezistentní. Tato antibiotika mají ve své molekulární struktuře společný element: čtyřatomový kruh známý jako beta-laktam. Laktamázový enzym tento kruh otevírá a deaktivuje antibakteriální vlastnosti molekuly.
Beta-laktamová antibiotika se typicky používají k likvidaci širokého spektra grampozitivních a gramnegativních bakterií. Beta-laktamázy jsou obvykle uvolňovány gramnegativními mikroby.

## Penicilináza
Penicilináza je specifickým typem beta-laktamázy, působícím na peniciliny, opět hydrolýzou beta-laktamového kruhu. Molární hmotnosti různých penicilináz se pohybují okolo 50 kDa.
Penicilináza byla prvními identifikovanou beta-laktamázou. Poprvé byla izolována Abrahamem a Chainem v roce 1940 z gramnegativní E. coli, dříve, než se penicilin začal klinicky používat. Produkce penicilinázy se však rychle rozšířila mezi bakterie, které ji dříve neprodukovaly vůbec nebo jen zřídka. Byly vyvinuty beta-laktamy rezistentní na penicilinázu, například methicilin, ovšem i na tato antibiotika se bakterie ve velké míře vytvořily rezistenci.